# Wanessa
Wanessa Godói de Camargo Buaiz, née à Goiânia le 28 décembre 1982, plus connue sous les noms de scène Wanessa Camargo puis Sertaneja de Telão, est une auteure-compositrice brésilienne. Elle a également été mannequin, actrice et animatrice de télévision.

## Biographie
Elle est la fille du chanteur brésilien Zezé Di Camargo (pt) et la nièce de Luciele di Camargo (pt) et Luciano Camargo (pt).
Sa carrière débute en 2000 lorsqu'elle signe son premier album studio, Wanessa Camargo, avec la maison de disque Sony Music Entertainment. L'album se vend à 20 exemplaires et les singles O Amor Não Deixa et Apaixonada por Você se classent en tête du Brasil Hot 100, classement officiel des ventes de singles au Brésil. Son deuxième album homonyme, Wanessa Camargo, dont sont tirés les singles Eu Quero Ser o Seu Amor et Tanta Saudade, sort l'année suivante et se vend à plus de 30 exemplaires. En 2002 sort le dernier des trois albums homonymes. En 2003, elle présente avec les membres du groupe KLB l'émission pour la jeunesse Jovens Tardes diffusée sur le réseau de télévision Globo. En 2004 sort son premier album live, Transparente - Ao Vivo.
L'année 2005 marque un tournant dans sa carrière musicale avec la sortie de l'album W; le style musical country pop qui caractérisait ses trois premiers opus est délaissé au profit d'un son plus pop, et c'est le premier album où elle participe à l'écriture des chansons. La sortie de l'album est accompagnée d'une tournée, l'année suivante, intitulée W In Tour... Era Uma Vez.
En 2007, elle entame une tournée avec son père Zezé Di Camargo, intitulée Turnê Pai e Filha, passant notamment à Belo Horizonte, Angra dos Reis, Florianópolis et Brasilia. C'est cette même année qu'elle retire le patronyme familial Camargo de son nom de scène, signant alors ses œuvres de son prénom Wanessa. Elle signe ainsi sous son nouveau nom son cinquième album studio, Total, dont est tiré le single à succès Me Abrace. L'album se vend à environ 10 exemplaires, Wanessa obtenant son premier disque de platine.
En 2009, elle sort l'album Meu Momento, sur lequel figure la chanson Fly qu'elle interprète avec le rappeur américain Ja Rule. DNA, septième album studio sorti en 2011, est son premier album entièrement en anglais.

## Discographie
Albums studio
- 2000 : Wanessa Camargo
- 2001 : Wanessa Camargo
- 2002 : Wanessa Camargo
- 2005 : W
- 2007 : Total
- 2009 : Meu Momento
- 2011 : DNA

Albums live
- 2004 : Transparente - Ao Vivo
- 2013 : DNA Tour

EPs
- 2007 : Total (CD Zero)
- 2010 : Você não Perde por Esperar

## Tournées
- 2001 : Turnê Apaixonada
- 2002 : Wanessa Camargo Tour
- 2004 : Turnê Transparente
- 2006 : W In Tour... Era Uma Vez
- 2007 : Turnê Pai e Filha
- 2008 : Turnê Total
- 2009 : Turnê Meu Momento
- 2010 : Turnê Balada
- 2011 : Turnê DNA
- 2015 : Turnê W15 Tour

### Télévision
- 2005: Subindo a Serra 1
- 2021: Show dos Famosos 4
- 2024: Big Brother Brasil 24
- 2025: Batalha do Lip Sync 4